# Bohdan Ulihrach
Bohdan Ulihrach, né le 23 février 1975 à Kolín, est un ancien joueur de tennis professionnel tchèque.
Devenu professionnel en 1993, il a remporté trois titres en simple sur le circuit ATP. Il s'est en outre incliné à six reprises en finale, dont une fois au Masters d'Indian Wells qui figure parmi les tournois les plus prestigieux du circuit professionnel masculin. Il est surtout adepte de la terre battue.
Son meilleur classement ATP en simple reste une 22e place atteinte le 5 mai 1997. Il a très peu joué en double, ne dépassant pas la 286e place au classement de double. Il réside actuellement à Monte-Carlo.

## Palmarès

### Titres en simple messieurs
| No | Date       | Nom et lieu du tournoi   | Catégorie    | Dotation  | Surface      | Finaliste           | Score    |  |
| -- | ---------- | ------------------------ | ------------ | --------- | ------------ | ------------------- | -------- |  |
| 1  | 31-07-1995 | Škoda Czech Open, Prague | World Series | 340 000 $ | Terre (ext.) | Javier Sánchez      | 6-2, 6-2 |  |
| 2  | 30-10-1995 | Topper Open, Montevideo  | World Series | 203 000 $ | Terre (ext.) | Alberto Berasategui | 6-2, 6-3 |  |
| 3  | 27-07-1998 | Croatia Open, Umag       | Int' Series  | 375 000 $ | Terre (ext.) | Magnus Norman       | 6-3, 7-6 |  |

### Finales en simple messieurs
| No | Date       | Nom et lieu du tournoi                                | Catégorie    | Dotation    | Surface      | Vainqueur           | Score              |          |
| -- | ---------- | ----------------------------------------------------- | ------------ | ----------- | ------------ | ------------------- | ------------------ | -------- |
| 1  | 19-06-1995 | International ÖTV Raiffeisen Grand Prix, Sankt Pölten | World Series | 350 000 $   | Terre (ext.) | Thomas Muster       | 6-3, 3-6, 6-1      |          |
| 2  | 29-04-1996 | Škoda Czech Open, Prague                              | World Series | 340 000 $   | Terre (ext.) | Ievgueni Kafelnikov | 7-5, 1-6, 6-3      |          |
| 3  | 10-03-1997 | Newsweek Champions Cup, Indian Wells                  | Super 9      | 2 300 000 $ | Dur (ext.)   | Michael Chang       | 4-6, 6-3, 6-4, 6-3 | Parcours |
| 4  | 28-04-1997 | Paegas Czech Open, Prague                             | World Series | 340 000 $   | Terre (ext.) | Cédric Pioline      | 6-2, 5-7, 7-64     |          |
| 5  | 01-01-2001 | Qatar ExxonMobil Open, Doha                           | Int' Series  | 975 000 $   | Dur (ext.)   | Marcelo Ríos        | 6-3, 2-6, 6-3      |          |
| 6  | 09-07-2001 | Telenordia Swedish Open, Båstad                       | Int' Series  | 375 000 $   | Terre (ext.) | Andrea Gaudenzi     | 7-5, 6-3           |          |

## Résultats en Grand Chelem

### En simple
| Année | Open d'Australie | Open d'Australie | Roland-Garros | Roland-Garros    | Wimbledon | Wimbledon          | US Open  | US Open          |
| ----- | ---------------- | ---------------- | ------------- | ---------------- | --------- | ------------------ | -------- | ---------------- |
| 1995  | -                | -                | 2e tour       | Carlos Costa     | 1er tour  | Kenneth Carlsen    | 2e tour  | Aleksandr Volkov |
| 1996  | 2e tour          | Todd Woodbridge  | 3e tour       | Goran Ivanišević | 3e tour   | MaliVai Washington | 2e tour  | Petr Korda       |
| 1997  | 1er tour         | Jonas Björkman   | 2e tour       | Richard Krajicek | -         | -                  | 2e tour  | Àlex Corretja    |
| 1998  | -                | -                | 3e tour       | Albert Costa     | 2e tour   | Daniele Bracciali  | 2e tour  | Greg Rusedski    |
| 1999  | 4e tour          | Marc Rosset      | 4e tour       | Gustavo Kuerten  | 1er tour  | Daniel Vacek       | 1er tour | Gustavo Kuerten  |
| 2000  | -                | -                | 2e tour       | Nicolás Lapentti | 1er tour  | Max Mirnyi         | 1er tour | Jonas Björkman   |
| 2001  | 2e tour          | Pete Sampras     | 3e tour       | Tommy Robredo    | 1er tour  | Bob Bryan          | 1er tour | Mikhail Youzhny  |
| 2002  | 1er tour         | Ivan Ljubičić    | 1er tour      | Àlex Corretja    | 1er tour  | Andy Roddick       | 1er tour | Dick Norman      |
| 2003  | -                | -                | -             | -                | -         | -                  | 2e tour  | Guillermo Coria  |
| 2004  | 2e tour          | Andy Roddick     | 1er tour      | Dominik Hrbatý   | 1er tour  | Albert Montañés    | -        | -                |
| 2005  | 2e tour          | Marat Safin      | -             | -                | 1er tour  | Thomas Johansson   | -        | -                |
| 2006  | -                | -                | -             | -                | -         | -                  | -        | -                |
| 2007  | -                | -                | 2e tour       | Jan Hájek        | 1er tour  | Richard Gasquet    | -        | -                |

### En double
| Année | Open d'Australie      | Open d'Australie          | Roland-Garros | Roland-Garros | Wimbledon | Wimbledon | US Open              | US Open                   |
| ----- | --------------------- | ------------------------- | ------------- | ------------- | --------- | --------- | -------------------- | ------------------------- |
| 2003  | -                     | -                         | -             | -             | -         | -         | 2e tour Karol Kučera | Joshua Eagle Jared Palmer |
| 2004  | 1er tour Karol Kučera | Petr Luxa David Škoch     | -             | -             | -         | -         | -                    | -                         |
| 2005  | 1er tour Tomáš Zíb    | Jonas Björkman Max Mirnyi | -             | -             | -         | -         | -                    | -                         |

Sous le résultat, le partenaire ; à droite, l'ultime équipe adverse.

## Parcours dans lesMasters 1000
| Année | Indian Wells              | Miami                 | Monte-Carlo               | Rome                         | Hambourg              | Canada                         | Cincinnati        | Essen puis Stuttgart puis Madrid | Paris                     |
| ----- | ------------------------- | --------------------- | ------------------------- | ---------------------------- | --------------------- | ------------------------------ | ----------------- | -------------------------------- | ------------------------- |
| 1995  | -                         | -                     | -                         | 1/8 de finale T. Muster      | -                     | -                              | -                 | -                                | -                         |
| 1996  | -                         | -                     | 2e tour P. Korda          | 2e tour G. Ivanišević        | 1er tour B. Karbacher | 1/8 de finale M. Philippoussis | -                 | 2e tour J. Courier               | 1er tour M. Larsson       |
| 1997  | Finale M. Chang           | 2e tour G. Kuerten    | 1/8 de finale À. Corretja | -                            | -                     | -                              | -                 | 1er tour C. Woodruff             | 1/8 de finale G. Rusedski |
| 1998  | 1/8 de finale T. Enqvist  | 1er tour F. Roig      | 1/8 de finale R. Krajicek | 1/8 de finale A. Berasategui | 2e tour F. Mantilla   | -                              | -                 | 1/8 de finale P. Sampras         | 1er tour T. Woodbridge    |
| 1999  | 1er tour M. Philippoussis | 2e tour R. Delgado    | 2e tour G. Kuerten        | 1er tour P. Sampras          | 1er tour M. Zabaleta  | -                              | -                 | -                                | -                         |
| 2000  | -                         | -                     | -                         | 2e tour A. Costa             | -                     | -                              | -                 | -                                | -                         |
| 2001  | 1/8 de finale L. Hewitt   | 3e tour J. C. Ferrero | 2e tour S. Grosjean       | 1er tour L. Hewitt           | 2e tour A. Costa      | 1/4 de finale F. Santoro       | 2e tour L. Hewitt | 2e tour L. Hewitt                | 2e tour G. Kuerten        |
| 2002  | 1er tour A. Costa         | 1er tour J. Vacek     | 2e tour A. Roddick        | 1er tour C. Moyà             | 2e tour R. Federer    | 1er tour S. Grosjean           | 1er tour Lee H-t. | -                                | -                         |
| 2003  | -                         | -                     | -                         | -                            | -                     | -                              | -                 | -                                | -                         |
| 2004  | 1er tour G. Weiner        | 2e tour D. Hrbatý     | 1er tour D. Sánchez       | -                            | -                     | -                              | -                 | -                                | -                         |

N.B. : sous le résultat se trouve le nom de l’ultime adversaire.